# 12670 Passargea
12670 Passargea este un asteroid din centura principală de asteroizi.

## Descriere
12670 Passargea este un asteroid din centura principală de asteroizi. A fost descoperit pe 22 septembrie 1979 la Observatorul de Astrofizică din Crimeea de Nikolai Cernîh. Asteroidul prezintă o orbită caracterizată de o semiaxă mare de 2,21 ua, o excentricitate de 0,21 și o înclinație de 5,5° în raport cu ecliptica.